# Municipio de Grange (Minnesota)
El municipio de Grange (en inglés: Grange Township) es un municipio ubicado en el condado de Pipestone en el estado estadounidense de Minnesota. En el año 2010 tenía una población de 203 habitantes y una densidad poblacional de 2,17 personas por km².

## Geografía
El municipio de Grange se encuentra ubicado en las coordenadas 44°3′34″N 96°15′18″O / 44.05944, -96.25500. Según la Oficina del Censo de los Estados Unidos, el municipio tiene una superficie total de 93.4 km², de la cual 93,36 km² corresponden a tierra firme y (0,04 %) 0,04 km² es agua.

## Demografía
Según el censo de 2010, había 203 personas residiendo en el municipio de Grange. La densidad de población era de 2,17 hab./km². De los 203 habitantes, el municipio de Grange estaba compuesto por el 97,04 % blancos, el 0,99 % eran afroamericanos, el 0,49 % eran amerindios, el 0,49 % eran asiáticos y el 0,99 % eran de una mezcla de razas. Del total de la población el 0 % eran hispanos o latinos de cualquier raza.